# Anton Matković
Anton Matković (Slavonski Brod, 19 febbraio 2006) è un calciatore croato, attaccante dell'Osijek.

## Biografia
Di ruolo centravanti, viene paragonato al connazionale Mario Mandžukić.

## Carriera

### Club
Matković è cresciuto nelle giovanili di Budainka S. Brod, Željezničar Slavonski Brod, Marsonia ed infine Osijek, che lo ha promosso in prima squadra nel 2023. Ha fatto il suo esordio l'8 novembre nell'incontro di Hrvatska nogometna liga perso 1-0 contro l'Hajduk Spalato e due settimane più tardi ha segnato il suo primo gol nella trasferta persa 2-1 contro la Dinamo Zagabria.

### Nazionale
Ha giocato nelle nazionali giovanili croate Under-17, Under-18 ed Under-19.

## Statistiche

### Presenze e reti nei club
Statistiche aggiornate al 12 ottobre 2024.
| Stagione        | Squadra         | Campionato      | Campionato | Campionato | Coppe nazionali | Coppe nazionali | Coppe nazionali | Coppe continentali | Coppe continentali | Coppe continentali | Altre coppe | Altre coppe | Altre coppe | Totale | Totale | Totale |
| Stagione        | Squadra         | Comp            | Pres       | Reti       | Comp            | Pres            | Reti            | Comp               | Pres               | Reti               | Comp        | Pres        | Reti        | Pres   | Reti   |        |
| --------------- | --------------- | --------------- | ---------- | ---------- | --------------- | --------------- | --------------- | ------------------ | ------------------ | ------------------ | ----------- | ----------- | ----------- | ------ | ------ | ------ |
| 2023-2024       | Osijek          | HNL             | 18         | 5          | CC              | 1               | 0               | -                  | -                  | -                  | -           | -           | -           | 19     | 5      |        |
| 2024-2025       | Osijek          | HNL             | 8          | 0          | CC              | 0               | 0               | UCL                | 4                  | 2                  | -           | -           | -           | 12     | 2      |        |
| Totale carriera | Totale carriera | Totale carriera | 26         | 5          |                 | 1               | 0               |                    | 4                  | 2                  |             | -           | -           | 31     | 7      |        |